# Aleksandr Predke
Aleksandr Predke est un joueur d'échecs russe né le 5 janvier 1994 à Dimitrovgrad.
Au 1er juillet 2019, il est le 30e joueur russe et le 146e joueur mondial avec un classement Elo de 2 632 points.

## Biographie et carrière
Predke finit quatrième ex æquo (septième au départage) du mémorial Polougaïevski à Samara en 2012 et douzième du mémorial Tchigorine la même année. Il finit cinquième de l'open de Voronej (mémorial Alekhine) en 2014 avec 6,5 points sur 9 (+4 =5).
Il finit onzième de l'Open Aeroflot 2016 avec 5,5 points sur 9 et quatrième de l'open d'Abu Dhabi (6,5 points sur 9). Il obtint le titre de grand maître international en 2016. En 2017, il finit cinquième ex æquo du mémorial Tchigorine de Saint-Pétersbourg avec 7 points sur 9.
En 2018, Predke finit deuxième ex æquo du tournoi d'échecs de Sarajevo et troisième ex æquo du mémorial Tchigorine (avec 7 points sur 9, sixième au départage).
Lors du Championnat d'Europe d'échecs individuel 2019, il finit à la vingtième place avec 7,5 points sur 11, se qualifiant pour la Coupe du monde d'échecs 2019. En avril, il remporte le tournoi international de La Roda avec 7,5 points sur 9.
À la Coupe du monde d'échecs 2019 disputée à Khanty-Mansiïsk, il bat Alekseï Sarana au premier tour puis perd au deuxième tour face à Ian Nepomniachtchi.
Lors de la Coupe du monde d'échecs 2021, Predke fut exempt au premier tour, puis perdit face à Vasif Durarbayli au deuxième tour.
| Année | Lieu            | Résultat      | Ultime adversaire  | Adversaires battus       |
| ----- | --------------- | ------------- | ------------------ | ------------------------ |
| 2019  | Khanty-Mansiïsk | deuxième tour | Ian Nepomniachtchi | Alekseï Sarana           |
| 2021  | Sotchi          | deuxième tour | Vasif Durarbəyli   | (exempt au premier tour) |
| 2023  | Bakou           | deuxième tour | Rauf Mamedov       | Oluwafemi Balogun        |